# William Gibson (dramatopisarz)
William Gibson (ur. 13 listopada 1914 w Nowym Jorku, zm. 25 listopada 2008 w Stockbridge) – amerykański poeta i dramaturg, laureat Nagrody Tony za Cud w Alabamie. W 1962 powstała adaptacja filmowa w reżyserii Arthura Penna, gdzie za swoją rolę Anne Bancroft i Patty Duke otrzymały Oscary.
Urodził się w nowojorskim Bronksie. Miał pochodzenie irlandzkie, francuskie, niemieckie, holenderskie, rosyjskie i greckie. W 1938 ukończył City College of New York i zaczął drukować nowele i wiersze w wielu pismach literackich. W 1948 napisał swój pierwszy dramat Dinny and the Witches. W 1954 wydał swą pierwszą powieść Pajęczyna (The Cobweb), która przyniosła mu uznanie krytyki i wpisała się na listę bestsellerów.
Jego sztukę Dwoje na huśtawce kilkakrotnie wystawiał Teatr Telewizji: 1976 (reż. Krzysztof Kieślowski), 1990 (reż. Waldemar Dziki) i 2002 (reż. Radosław Piwowarski).
W 1940 poślubił Margaret Brenman.

## Wybór utworów
- Cudotwórczyni (The Miracle Worker)
- Dwoje na huśtawce (Two for the Seesaw)